# Ischnocentrus inconspicuous
Ischnocentrus inconspicuous är en insektsart som beskrevs av Buckton. Ischnocentrus inconspicuous ingår i släktet Ischnocentrus och familjen hornstritar. Inga underarter finns listade i Catalogue of Life.